# Coelioxys bullaticeps
Coelioxys bullaticeps är en biart som beskrevs av Heinrich Friese 1922. Coelioxys bullaticeps ingår i släktet kägelbin, och familjen buksamlarbin. Inga underarter finns listade i Catalogue of Life.